# Unión Balompédica Conquense
Maillots
Actualités
L'Unión Balompédica Conquense est un club de football espagnol basé à Cuenca en Castille-La Manche, fondé en 1946.

## Histoire
Le club évolue pendant 17 saisons en Segunda División B (troisième division) : tout d'abord lors de la saison 1987-1988, puis de 1998 à 2006, ensuite de 2007 à 2012, de 2013 à 2015 et depuis 2018. Il obtient son meilleur classement en Segunda División B lors de la saison 2004-2005, où il se classe deuxième du Groupe IV, avec 19 victoires, 9 matchs nuls et 10 défaites. Cette bonne performance lui permet de participer aux playoffs pour la montée en Segunda División (deuxième division). Lors de ces playoffs, le club est successivement battu par Burgos et le Real Madrid Castilla.